# Osopsaron formosensis
Osopsaron formosensis és una espècie de peix de la família dels percòfids i de l'ordre dels perciformes.

## Descripció
El cos, allargat, fa 5,5 cm de llargària màxima i és de color groc grisenc amb dues bandes grogues brillants als flancs i la part espinosa de l'aleta dorsal de color negre. Dues aletes dorsals: la primera és alta, allargada i amb 5 espines, mentre que la posterior presenta 21 radis lleugerament allargats. 25 radis tous a l'anal. Cap deprimit a la part anterior. Ulls i boca grans. Espai interorbitari estret. Mandíbules superior i inferior amb la mateixa longitud. Opercle amb una espina. Dues espines dirigides cap endavant a l'extrem anterior del musell. Absència de barbeta a l'extrem de la mandíbula superior en els mascles. Escates ctenoides.

## Hàbitat i distribució geogràfica
És un peix marí, demersal i de clima subtropical, el qual viu al Pacífic nord-occidental: el sud del Japó, la península de Corea i el nord-est de Taiwan.

## Observacions
És inofensiu per als humans, el seu índex de vulnerabilitat és baix (14 de 100) i no té cap valor comercial.